# Дадвани, Сергей Антимозович
Сергей Антимозович Дадвани (28 сентября 1950, Зугдиди — 6 августа 2000, Москва) — российский хирург, доктор медицинских наук (1995), профессор (1996), член-корреспондент РАМН (2000), заслуженный врач РФ (1994), автоспортсмен.

## Биография
После окончания в 1974 году лечебного факультета 1-го ММИ был оставлен в институте.
В Медицинской академии им. И. М. Сеченова прошёл путь от клинического ординатора (1974—1976), врача факультетской хирургической клиники (1976—1985), старшего научного сотрудника лаборатории критических состояний при кафедре факультетской хирургии (1985—1987), ассистента (1987—1990), доцента (1990—1996) до профессора (1996—1999), заведующего кафедрой факультетской хирургии (1999—2000), проректора по лечебной работе. Одновременно, с 1995 года, работал главным врачом клиники академии, директором Клинического центра академии в 1995—2000 годах.
Научная деятельность Сергея Антимозовича была посвящена разработке неинвазивных методов диагностики хирургических заболеваний аорты и артерий нижних конечностей, лечению перитонита у больных с полиорганной недостаточностью, разработке малоинвазивных методов лечения заболеваний органов брюшной полости.
Член Международного союза ангиологов Всемирного общества хирургов.
Похоронен на Ваганьковском кладбище.
Мемориальная доска памяти С. А. Дадвани установлена в здании Московской медицинской академии им. И. М. Сеченова.

## Автоспорт
Профессионально занимался автоспортом. Являлся членом сборных СССР по ралли и кольцевым автогонкам, также стартовал в зимних трековых гонках и ралли-рейдах. Мастер спорта международного класса по авторалли. В раллийных соревнованиях выступал как штурман. Первую международную победу одержал в составе экипажа с пилотом Виктором Московских в ралли «Русская зима 1983» (этап Кубка Дружбы социалистических стран по ралли). Вместе с пилотом Эугениусом Тумалявичюсом был участником первого советского экипажа стартовавшего в африканских ралли-рейдах в классе «Автомобили» (дебют в «Ралли Туниса-1990» на спортпрототипе Lada Samara T3, 4 место).

## Научные труды
Автор более 150 научных работ, среди них ряд монографий:
- Ультразвуковая диагностика в детской хирургии (1997)
- Клиническое руководство по ультразвуковой диагностике (1997)
- Магнитно-резонансная томография в диагностике церебро-васкулярных заболеваний (1998)
- Неинвазивные методы диагностики в хирургии брюшной аорты и артерий нижних конечностей (2000)

## Награды
- Заслуженный врач Российской Федерации (28 октября 1994) — за заслуги в области здравоохранения и достигнутые успехи в лечебно-профилактической работе[6]
- медаль ордена «За заслуги перед Отечеством» II степени (18 сентября 1998) — за большой вклад в подготовку медицинских кадров и развитие науки[7]